# Jean-Baptiste Joseph Delabuisse
Jean-Baptiste Joseph Delabuisse est un homme politique français né le 8 mars 1754 à Douai (Nord) et mort le 24 juin 1809 au même endroit.
Homme de loi, il est élu député du Nord au Conseil des Cinq-Cents le 21 germinal an VI (10 avril 1798). Favorable au coup d'État du 18 Brumaire, il est commissaire du gouvernement près le tribunal d'Anvers, puis procureur général sous le Premier Empire.

## Sources
- « Jean-Baptiste Joseph Delabuisse », dans Adolphe Robert et Gaston Cougny, Dictionnaire des parlementaires français, Edgar Bourloton, 1889-1891 [détail de l’édition]